# Talovac
| Talovac                                                 | Talovac                                         |
| ------------------------------------------------------- | ----------------------------------------------- |
| Siegel des Matko Talovac, Ban von ganz Slawonien (1442) |                                                 |
| Staat                                                   | Königreich Kroatien in Personalunion mit Ungarn |
| Stammhaus                                               | de Lucha                                        |
| Gründung                                                | 15. Jahrhundert                                 |
| Ethnizität                                              | kroatisch                                       |
| Gründer                                                 | Luka (Lucha), Patrizier aus Korčula             |
| Aktuelles Oberhaupt                                     | ausgestorben                                    |
|                                                         |                                                 |

Talovac (deutsch Tallowatz; ungarisch Tallóci) ist der Name eines kroatischen Adelsgeschlechts, das ursprünglich von der Insel Korčula stammt und im Königreich Kroatien, damals in Personalunion mit Ungarn, seinen Höhepunkt im 15. Jahrhundert erreichte. Die Mitglieder des Geschlechts stiegen in hohe staatliche und militärische Ämter auf, wie Bane (Vizekönige) von Kroatien und Dalmatien sowie Bane von ganz Slawonien, Hofkämmerer, Bischöfe, Gespane und andere staatliche Funktionäre.

## Geschichtlicher Überblick
Der älteste bekannte Vorfahr des Adelsgeschlechts war Luka (Lucha), ein Patrizier aus Korčula, der Ende des 14. Jahrhunderts erwähnt wird. Er zog mit seinen vier Söhnen (Gebrüdern Matko, Franko, Petar und Ivan) nach Dubrovnik, wo seine Familie den Handel betrieb und die Staatsbürgerschaft von Dubrovnik erwarb. Ihre Schiffe fuhren bis nach Konstantinopel sowie zum Schwarzen Meer. Einige Historiker sind der Meinung, dass Mitglieder der Familie schon 1396 den kroatisch-ungarischen König Sigismund von Luxemburg trafen (der in Dubrovnik nach der Schlacht bei Nikopolis war), während andere glauben, dass es etwas später geschah, um 1427. Jedenfalls traten sie in den Dienst des Königs und erhielten von Sigismund für ihre Treue nach und nach immer mehr neue Titel, Grundstücke und Schlösser.
Einer der Grundbesitze, die die Familienmitglieder 1434 vom König erhielten, war Talovac (damals Thallowc, Tallowcz, Tallocz, Tallovec, Tallovez oder Talloucz geschrieben), das sich südwestlich der Stadt Virovitica befand und nach dem der Familienname Talovac gebildet wurde. Der Grundbesitz mit einer Burg lag in der alten Gespanschaft Bjelovar-Križevci. Von der damaligen, ungefähr 100 × 80 Meter großen, Burg befinden sich heute nur Überreste, einige Kilometer südöstlich von ähnlichnamigem Dorf Topolovica (Gemeinde Veliki Grđevac) entfernt.
Neben der Herrschaft Talovac besaß die Familie auch Đurđevac in Podravina, Ivanec in Kroatischen Zagorje, Brčko, Srebrenik und Grabovac bei Čelinac im Gebiet Usora und Soli (heute in Bosnien und Herzegowina), Orljavac bei Brestovac, Čazma und Voćin in Slawonien sowie Kamičak, Knin, Klis, Sinj und Čačvina in Südkroatien, und andere.
Die Gebrüder Talovac zeichneten sich besonders aus, als sie 1436 auf Befehl von Sigismund militärisch intervenierten und die Schlösser, Festungen sowie Grundstücke übernahmen, die gegen den Willen des Königs durch den kroatischen Ban Ivan VI. Frankopan  besetzt waren, und zuvor der Familie Nelipić angehörten. Fürst Ivaniš Nelipić († 1434) übergab sein Vermögen als Mitgift seiner Tochter Katarina an Ivan VI. Frankopan, aber der König erkannte das nicht an, sondern schenkte es der Familie Talovac für deren Verdienste und verlieh ihnen den Titel „Fürsten von Cetina und Klis“ (kroatisch Knezovi cetinski i kliški).

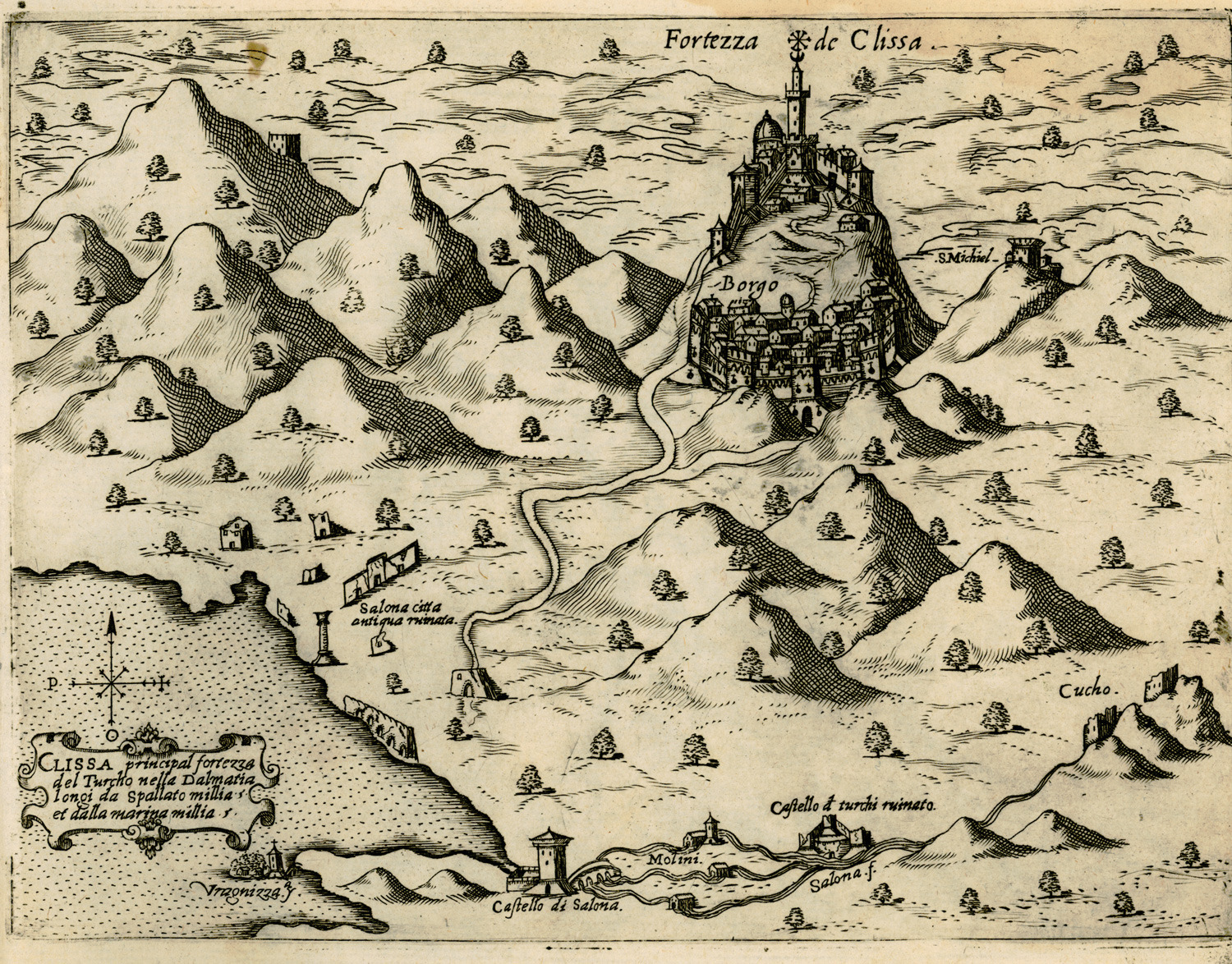
Die Mitglieder des Adelsgeschlechts waren die Besitzer der Burg Klis im 15. Jahrhundert

Zur Zeit der türkischen Invasion nach Westen nahmen Angehörige des Adelsgeschlechts an zahlreichen Schlachten gegen die Osmanen teil. Sie verteidigten nicht nur ihre Besitztümer und andere Teile des Königreichs, sondern kämpften auch in Königreich Bosnien und Despotat Serbien. In Serbien wirkten sie zusammen mit den Despoten Stefan Lazarević und Đurađ Branković.
Matko (* Korčula, Ende 14. Jh.; † Prodavić (heute Virje), 1444/1445), der älteste von vier Brüdern, wurde 1430 erwähnt, als er vom König Sigismund zum Gespan von Kevevára (heute Kovin in Serbien) und Befehlshaber von Nándorfehérvár (damals ungarische Burg, heute Belgrad) ernannt wurde. Später wurde er Administrator der Diözese Zagreb (seit 1433), königlicher Hofkämmerer (s. 1434), Administrator des Priorates Vrana (1434–1439), Ban von ganz Slawonien (seit 1435), Ban von Kroatien und Dalmatien (s. 1436) usw.
Matkos Bruder Franko (* Korčula(?), Ende 14. Jh.; † Kosovo Polje, 1448) war tätig als Ban von Severin (heute in Rumänien), Administrator der Diözese Zagreb (s. 1433, zusammen mit seinem Bruder Matko), Gespan von Temesch (s. 1437) und übernahm noch einige Dienste zu Gunsten des Königs. In den Konflikten gegen die Türken kam Franko Talovac, als Kompagnon des ungarischen Heeresführers Johann Hunyadi 1448 in der Schlacht auf dem Amselfeld ums Leben.
Der dritte Bruder, Petar (* Korčula(?), Ende 14. Jh.; † Sinj(?), 1453), auch Petko und Perko genannt, wurde von 1437 bis 1452 Ban von Kroatien und Dalmatien (zusammen mit dem Bruder Matko) sowie der Administrator der Diözese Zagreb (1438–1440). Zusammen mit seinen Brüdern nahm er an Kämpfen gegen die Türken teil, wie z. B. in der Schlacht von Niš (November 1443) und Schlacht bei Warna (November 1444).
Ivan (* Dubrovnik(?); † Pakrac, 1445), der jüngste Bruder, widmete sich der priesterlichen Berufung. Seit 1439 wurde er Prior von Vrana und etwas später Befehlshaber von Nándorfehérvár. Er starb in einem Kampf gegen die Anhänger der Grafen von Cilli, die Ivans Besitze in Westslawonien angriffen.

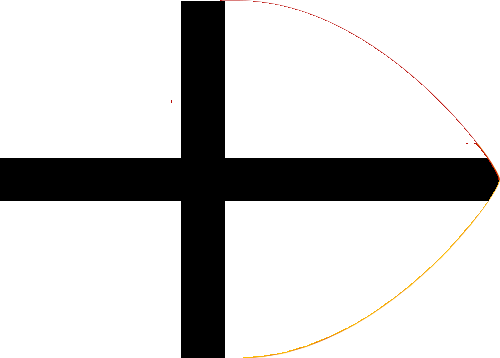
Flagge des Franko Talovac in der Schlacht bei Warna (1444)

In der großen Schlacht bei Warna nahm Matko nicht teil, wahrscheinlich wegen seiner Krankheit (er starb kurz danach), aber seine Brüder Franko und Petar schlossen sich mit ihren bewaffneten Einheiten dem König Vladislaus I. Jagiello an. Die Brüder kämpften noch in der Schlachten von Smederevo (1437), Nándorfehérvár (1440), Kevevára (1440), Macsó (1440), Niš (1443), Kunovica bei Niška Banja (1443/44) und anderen.
1453, nach dem Tod Petars, schwanden allmählich die Macht, Reichtum und Einfluss des Adelsgeschlechts. Viele kämpften um dessen Besitze: Stjepan Vukčić Kosača, Herzog von Herzegowina, Stjepan Tomaš, König von Bosnien, Radivoj Ostojić, Gegenkönig von Bosnien, Ulrich, mächtiger Graf von Cilli, Johann Hunyadi, ungarischer Regent, Republik Venedig und andere. Den Kindern von Matko (Pavao und Benedikt), Franko (Nikola, Ladislav, Matko II., Franjo und Anka) und Petar (Ivaniš und Stjepan) gelang es jedoch, einen Teil des früheren Familienvermögens zu bewahren.
Ivaniš und Stjepan, Petars Söhne, die zum Zeitpunkt des Todes ihres Vaters noch minderjährig waren, konnten ihre Ländereien in Südkroatien nicht behalten und zogen um 1460 nach Slawonien um. Die Angehörigen des Geschlechts, die in Slawonien lebten, begannen sich in der zweiten Hälfte des 15. Jahrhunderts Banić (ungarisch Bánffy) zu nennen, da sie Söhne der Bane waren.
Zu Beginn des 16. Jahrhunderts lebten die Nachfahren von Franko und Petar in Slawonien. Juraj, Frankos Enkel, wurde 1527 zum Stellvertreter des Gespans der Gespanschaft Vuka ernannt. Dessen Sohn Baltazar wurde ein Hauptmann im Dienst des Königs Ferdinand I. von Habsburg und nahm bei der Eroberung von Buda (1530) teil. Er erhielt neue Besitze in Westungarn. Petars Sohn Ivaniš und Enkel Gabriel wurden 1495 als Eigentümer der Burg Talovac erwähnt. Dieser Zweig des Adelsgeschlechts starb im 16. Jahrhundert aus.
1526 wurden die Angehörige des Adelsgeschlechts in den Freiherrenstand erhoben. Als die Türken in den 1530er und 1540er Jahren fast ganz Slawonien eroberten, zogen die Mitglieder des Geschlechts nach Westungarn um. Frankos Nachfahren lebten dort bis zum 19. Jahrhundert.

## Bedeutende Träger dieses Namens
- Matko – Ban von ganz Slawonien (seit 1435), Ban von Kroatien und Dalmatien (s. 1436), königlicher Hofkämmerer, Befehlshaber des Nándorfehérvár (heute Belgrad), Administrator des Priorates Vrana (1434–1439) usw.
- Franko – Ban von Severin, Administrator der Diözese Zagreb (s. 1433), Gespan von Temesch (s. 1437) usw.
- Petar – Ban von Kroatien und Dalmatien /zusammen mit Matko/ (1437–1452) und Administrator der Diözese Zagreb (1438–1440)
- Ivan – Prior von Vrana (s. 1439), Befehlshaber von Nándorfehérvár (heute Belgrad) usw.
- Juraj – Frankos Enkel, Stellvertreter des Gespans der Gespanschaft Vuka (s. 1527)